# Дмитренко, Ольга Яковлевна
Ольга Яковлевна Дмитренко (8 апреля 1931—10 августа 2010) — передовик советского сельского хозяйства, свинарка колхоза имени Шевченко Борисовского района Белгородской области, Герой Социалистического Труда (1966).

## Биография
Родилась в 1931 году в селе Вторая Новостроевка Курской губернии. Русская.
После завершения обучения в семилетней школе стала работать дояркой, в 1951 году перешла на работу свинаркой в колхозе имени Шевченко Борисовского района Белгородской области. 
В 1962-1968 годах показывала высокие результаты в животноводстве: от каждой закреплённой свиноматки получала по 25-27 поросят в год. 
Указом Президиума Верховного Совета СССР от 22 марта 1966 года за получение высокой продуктивности в животноводстве Ольге Яковлевне Дмитренко было присвоено звание Героя Социалистического Труда с вручением ордена Ленина и медали «Серп и Молот».
С 1968 года стала заведовать свинофермой в родном колхозе. В дальнейшем перешла работать заведующей молочно-товарной фермы. 
Избиралась депутатом Грайворонского районного Совета депутатов трудящихся. 
Последние годы жизни проживала в Белгороде. Умерла 10 августа 2010 года. Похоронена в Белгороде на кладбище Ячнево. 

## Награды
- золотая звезда «Серп и Молот» (22.03.1966)
- орден Ленина (22.03.1966)
- Орден «Знак Почёта» (1958)
- Медаль «В ознаменование 100-летия со дня рождения Владимира Ильича Ленина»
- другие медали.